# Колкунов, Алексей Семёнович
Алексей Семёнович Колкунов (род. 3 февраля 1977, Белгород) — российский хоккеист, нападающий.

## Биография
Начинал заниматься хоккеем в белгородском «Космосе», тренер Владимир Алексеевич Бовинов. Осенью 1992 года после игры в Москве с «Крыльями Советов» Колкунов, Андрей Романов и Эдуард Буланченков были приглашены в команду. Романов и Буланченков вскоре вернулись в Белгород; Колкунов два сезона (1993/94 — 1994/95) отыграл в Открытом чемпионате России за «Крылья Советов-2». В чемпионате МХЛ дебютировал 1 февраля 1995 года в домашнем матче против «Сокола» (6:2).
На драфте НХЛ 1995 года был выбран в 6-м раунде под общим 154-м номером клубом «Питтсбург Пингвинз». В сезоне 1997/98-м «Крылья Советов» не попали в плей-офф. По регламенту другие клубы могли усиливаться игроками выбывших команд, и Колкунов сыграл за «Ак Барс». Летом отправился в тренировочный лагерь «Питтсбург Пингвинз», заключил в клубом трёхлетний двустронний контракт, но за основную команду не сыграл. Два сезона отыграл в фарм-клубах АХЛ «Сиракьюс Кранч» и «Уилкс-Барре/Скрантон Пингвинз». Сезон 2000/01 начал в команде ECHL «Уилинг Нэйлерз», затем вернулся в «Ак Барс». Играл в командах «Спартак» Москва (2001/02), ЦСКА (2002/03 — 2003/04), «Торпедо» НН (2004/05), «Витязь» Чехов (2005/06 — 2006/07), «Химик» Воскресенск (2007/08 — 2008/99), «Титан» Клин (2009/10), «Иртыш» Павлодар (Казахстан, 2010/11).
Участник чемпионата Европы среди юниорских команд 1995. Двукратный бронзовый призёр молодёжного чемпионата мира — 1996 и 1997.
Тренер московской любительской команды «Феникс».